# Condado de Cavan
O Condado de Cavan (An Cabhán em irlandês) é um condado da República da Irlanda, na província do Ulster, no nordeste do país. Tem o nome de sua maior cidade.
Cavan tem como vizinhos os condados de Fermanagh (na Irlanda do Norte) a norte, Monaghan a nordeste, Meath a sudeste, Westmeath a sul, Longford a sudoeste  e Leitrim a oeste.